# La nona (película)
La Nona es una película argentina tragicómica de 1979 dirigida por Héctor Olivera y protagonizada por Pepe Soriano en el rol de "La Nona". Es coprotagonizada por Juan Carlos Altavista, Osvaldo Terranova, Eva Franco, Guillermo Battaglia y Nya Quesada, y la participación de Graciela Alfano. Fue escrita por Olivera y Roberto Cossa, basada en su obra de teatro homónima. Es considerada un clásico y una de las mejores comedias que brindó la filmografía de su país. Se estrenó el 10 de mayo de 1979.

## Sinopsis
Una familia argentina de origen italiano convive con una abuela conocida por todos como La Nona (Soriano). A pesar de su avanzada edad, La Nona come sin parar, mientras la familia lucha con las cuentas para alimentarla y llegar a fin de mes al mismo tiempo. El problema que La Nona causa se complica hasta llevar al borde de la ruina a la familia, que comienza a buscar los más diversos caminos para ganar dinero y finalmente deshacerse de la mujer.

## Reparto
- Pepe Soriano como Carmen Racazzi, La Nona.
- Juan Carlos Altavista como Chicho Spadone.
- Osvaldo Terranova como Carmelo Spadone.
- Graciela Alfano como Marta "Martita" Spadone.
- Eva Franco como Anyula Spadone.
- Guillermo Battaglia como Don Francisco Colauti.
- Nya Quesada como María Spadone.
- Vicente La Russa como Poroto.
- Oscar Núñez como Luque.
- Fernando Ayala (cameo) como Juez de paz.
- Nelly Tesolín como Monja en el asilo.
- Amanda Beitía como Monja en el asilo.
- Aldo Bigatti como Dueño de la confitería.
- Tacholas (Fernando Iglesias) como Anciano en el asilo.
- Horacio O'Connor, como Antropólogo.
- Emilio Vidal como Panadero.
- Max Berliner como Anciano en el asilo.
- Cayetano Biondo como Anciano en el asilo.
- Roberto Dairiens como Almacenero.
- Pedro Martínez como Vicente.
- Marta Roldán como Madre superiora.
- Coco Fosatti como Puestero.
- Tony Middleton
- Alfredo Quesada
- Mario Savino
- Mateor como Portero del asilo.
- Gustavo Segal
- Héctor Ugazio
- Anita Bobazo
- Remedios Climent
- Mario Kohout
- Walter Korwell
- Miguel Ángel Martínez

## Producción
El rodaje de esta película se realizó en la estación de Victoria del ramal de la Línea Mitre, que en la actualidad hace el recorrido "Retiro/Tigre".
El film contó con las actuaciones especiales de Graciela Alfano y el primer actor Osvaldo Terranova.

## Temas

### Simbolismos
- Tacho de basura: la familia puede estrenarlo cuando la Nona no está (desechar la comida). Este representa el ahorro que significaba para la familia la ausencia de ella.
- Bandoneón: su venta representa la desesperanza de la familia, debido a que para ellos la única forma de salir de la miseria era que Chicho se hiciera famoso con su música.

## Otras versiones
- En 1991 se produjo una versión estadounidense de televisión para BBC, protagonizada por el cómico Les Dawson, como parte de la serie Performance.